# Andrea Bruno

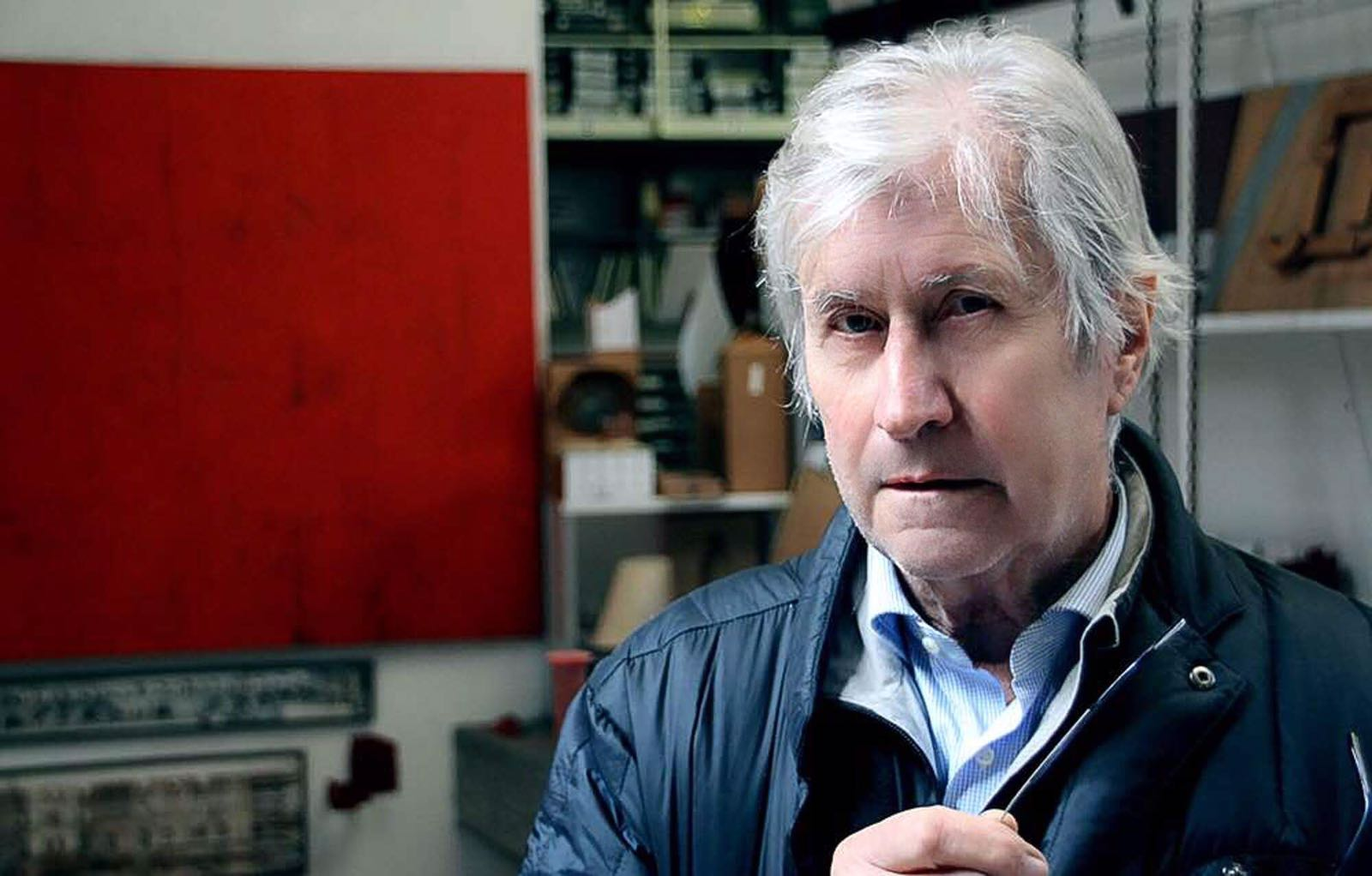
Andrea Bruno

Andrea Bruno (Torino, 11 gennaio 1931 – Torino, 6 luglio 2025) è stato un architetto italiano, a lungo attivo specialmente nel settore del restauro architettonico di edifici storici e di musei.

## Biografia
Laureato il 31 luglio 1956 presso la Facoltà di Architettura del Politecnico di Torino con votazione di 90/110 discutendo una tesi sul recupero e la ricostruzione del centro storico di Savona, iniziò la sua attività professionale nella Soprintendenza per i Beni Ambientali e Architettonici del Piemonte, per poi dedicarsi all'attività progettuale e di didattica universitaria.
Presso il Politecnico di Torino è stato assistente volontario dal 1959 al 1971 (prima di Elementi di architettura e rilievo dei monumenti II, poi di Restauro dei monumenti), assistente incaricato tra il 1971 e il '72 e assistente ordinario a partire dal 1972 (di Restauro dei monumenti); ottenuta la libera docenza in Restauro dei monumenti nel 1971 (confermata nel 1977) è stato professore incaricato di Disegno e rilievo dal 1973-74 al 1975-76, professore incaricato dal 1976-77 e associato dal 1980 al 1990 di Restauro dei monumenti. Nel 1991 si è trasferito al Politecnico di Milano dove ha insegnato Restauro architettonico, come professore associato fino al 2001 (anno del pensionamento) e poi come professore a contratto fino al 2010.
Nel 1974 ha progettato l'Ambasciata d'Italia in Afghanistan.
Dal 1974 fu Consulente UNESCO per il restauro e la conservazione del patrimonio artistico e culturale, incarico che lo ha portato a partecipare a numerose missioni ufficiali, specialmente in Medio Oriente e nel Nord-Africa.
Tra i suoi progetti più noti figurano il Centre d'art contemporain du Mouvement et de la Voix, Les Brigittines, a Bruxelles, il Musée de l'eau a Pont-en-Royans in Francia, il Castello di Lichtenberg in Alsazia, il Musée d'art et d'histoire Romain Rolland a Clamecy, il Conservatoire national des arts et métiers a Parigi, la cittadella universitaria di Fort Vauban a Nîmes, il Musée de la Corse a Corte, la sistemazione della zona archeologica di Tarragona.
In Italia si è occupato del restauro e dell'allestimento di importanti istituzioni culturali piemontesi, quali il Museo del Risorgimento di Torino a Palazzo Carignano, il Museo d'Arte Contemporanea del castello di Rivoli e - l'intervento più recente - il MAO - Museo d'Arte Orientale di Torino, a Palazzo Mazzonis.
Oltre ad aver insegnato a Torino e a Milano, Bruno fu Presidente del Centre d'Etudes pour la Conservation du Patrimoine Architectural et Urbain della Katholieke Universiteit di Lovanio e docente all'ICCROM (International Centre for the Study of the Preservation and Restoration of the Cultural Property) di Roma.
Dal 2002 fu Consigliere per la Divisione culturale dell'UNESCO per l'Afghanistan.
Relatore in convegni e conferenze, partecipò inoltre come esperto in giurie di concorsi nazionali e internazionali.

## Pubblicazioni
- The citadel and the minarets of Herat, Afghanistan, Torino, Sirea, 1976.
- Il castello di Rivoli. 1734-1984, storia di un recupero, Torino, U. Allemandi, 1984.
- Architetture tra conservazione e riuso. Progetti e realizzazioni di Andrea Bruno a Torino, Milano, Lybra immagine, 1996.
- Il Castello di Grinzane Cavour. Un'architettura fortificata tra le vigne di Langa, (con Luigi Cabutto e Giulio Parusso), Alba, Ordine dei cavalieri del tartufo e dei vini di Alba, 2000.
- Museo della Lambretta. Storia e memoria, territorio e paesaggio, Soveria Mannelli, Calabria Letteraria, 2007.

## Onorificenze
- Cavaliere dell'Ordre National du Mérite della Repubblica di Francia
- Membro associato dell'Académie Royale de sciences, des lettres et des beaux-arts de Belgique
- Médaille de la Restauration dell'Académie d'Architecture di Parigi.